# Monument aux morts de Mont-de-Marsan
Le monument aux morts de Mont-de-Marsan est une œuvre du sculpteur Charles Despiau réalisée entre 1918 et 1922. Initialement créée pour honorer la mémoire des soldats de la commune tués pendant la première Guerre mondiale, l'œuvre rend également hommage aux victimes montoises des conflits suivants impliquant la France.

## Présentation
Le monument aux morts est situé dans le square des Anciens-Combattants, espace public aménagé à la place d'un ancien bastion constitutif des remparts de Mont-de-Marsan appelé Grandes Tenailles.

### Historique
A la fin de la Première guerre mondiale, les villes françaises souhaitent rendre hommage à leurs morts en édifiant un monument commémoratif pour lequel des artistes sont sollicités. Mont-de-Marsan, chef-lieu du département des Landes, suit cet élan national et décision est prise le 24 novembre 1918 de construire un monument aux morts. Un comité présidé par Louis-Ismaël Morin est créé à cet effet. Il organise le financement de l'œuvre par souscription des habitants et son choix se porte sur Charles Despiau, artiste natif de la commune dont la notoriété dépasse déjà les frontières.
Un premier projet allégorique, prévoyant la glorification d'une Victoire, est abandonné. Pour le remplacer, Despiau établit une composition équilibrée et réalise un monument flanqué, de part et d'autre de la stèle où sont gravés les 274 noms des victimes et le blason de Mont-de-Marsan sur une plaque en bronze, de deux statues monumentales en pierre de femmes en pied, la vieille mère pleurant la mort de son fils et l'épouse tenant dans ses bras un bébé orphelin. Elles rendent un dernier hommage aux Montois disparus pendant le premier conflit mondial. Les deux femmes aux visages épurés expriment la souffrance dans la retenue et la dignité. La mère joint les mains, courbe le dos, comme épuisée et baisse un visage meurtri. La jeune femme, que certains identifient comme étant Jeanne Kamienska, belle-sœur du peintre Berthold Mahn, appuie doucement la tête sur le mur. Despiau ne néglige pas l'ancrage régionaliste des vêtements, à l'image du capulet porté par la mère âgée et les chaussures sobres traditionnelles portées par la jeune veuve.

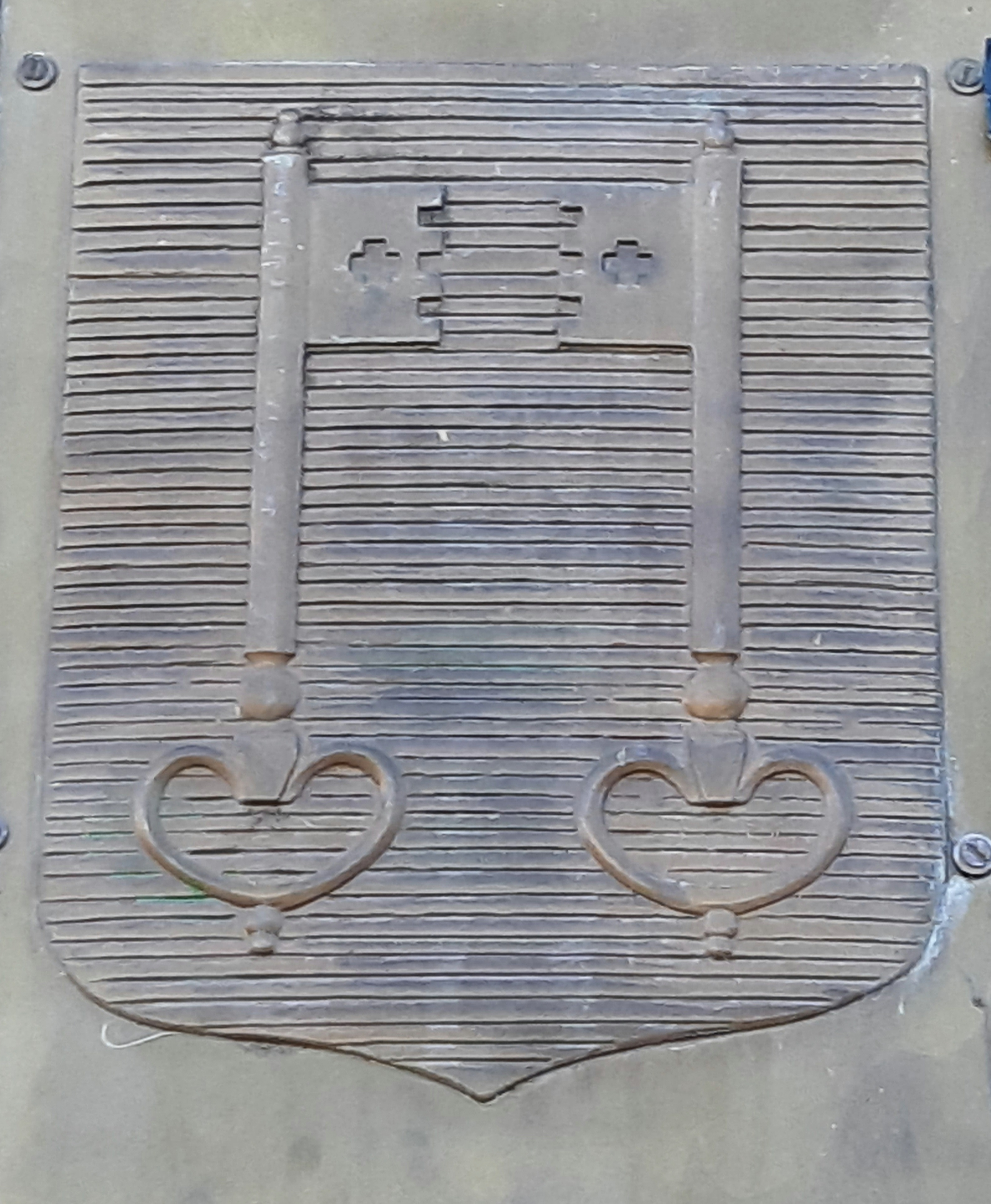
Blason de Mont-de-Marsan sur plaque de bronze.
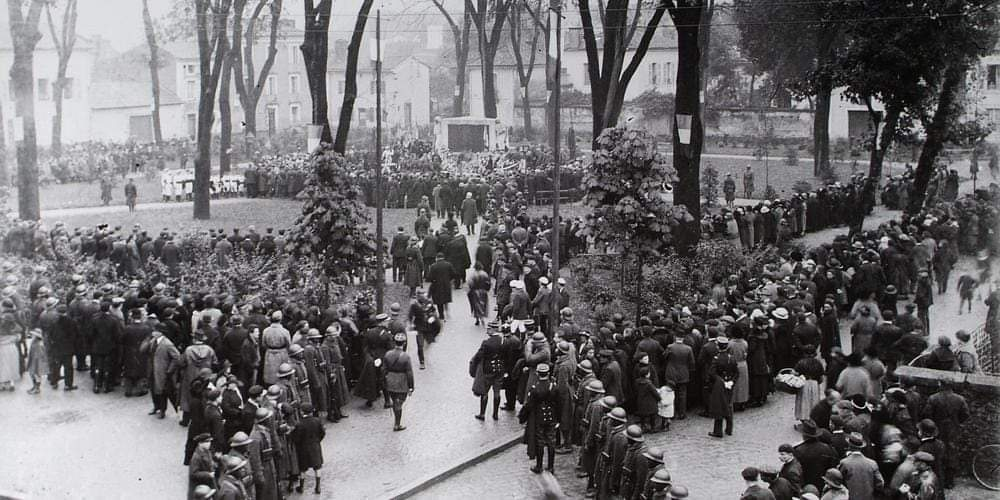
Inauguration du monument aux morts le 11 novembre 1922.

Dans ce monument d'une grande sobriété, Despiau réussit le mélange harmonieux de la tristesse et du désir de se projeter dans l'avenir à travers l'évocation des femmes ayant œuvré pendant la guerre et restées seules en 1918. Simplicité, monumentalité mesurée et douceur caractérisent ce monument qui, inauguré le 11 novembre 1922, témoigne de l'art sobre et sensible de Charles Despiau. L'originalité de la composition vient de l'absence de tout mouvement anecdotique ou invocation céleste, propre au goût de l'époque, ce à quoi l’artiste se refuse toute sa vie. L'œuvre originale, taillée en partie par le sculpteur landais Jean-Éloi Ducom, est conservée dans le musée Despiau-Wlérick à partir de 1981. Elle est remplacée par une copie réalisée par moulage en ciment-pierre au square des Anciens Combattants.
Le nom des 81 montois morts pour la France durant la Seconde guerre mondiale figurent sur une nouvelle plaque en bronze ajoutée à la fin de ce conflit. Une plaque commémorant les « héros et martyrs de la Résistance » est ajoutée à la droite du monument. Devant cette stèle, « a été déposée de la terre des camps nazis imprégnée du sang des martyrs de la Liberté ».
Une plaque commémorant les soldats morts durant la guerre d'Indochine (1946 - 1954) a été ajoutée à la droite du monument.
Une plaque commémorant les soldats morts durant la guerre d'Algérie (1954 - 1962) a été ajoutée à la gauche du monument.